# Spacecraft Tracking and Data Acquisition Network

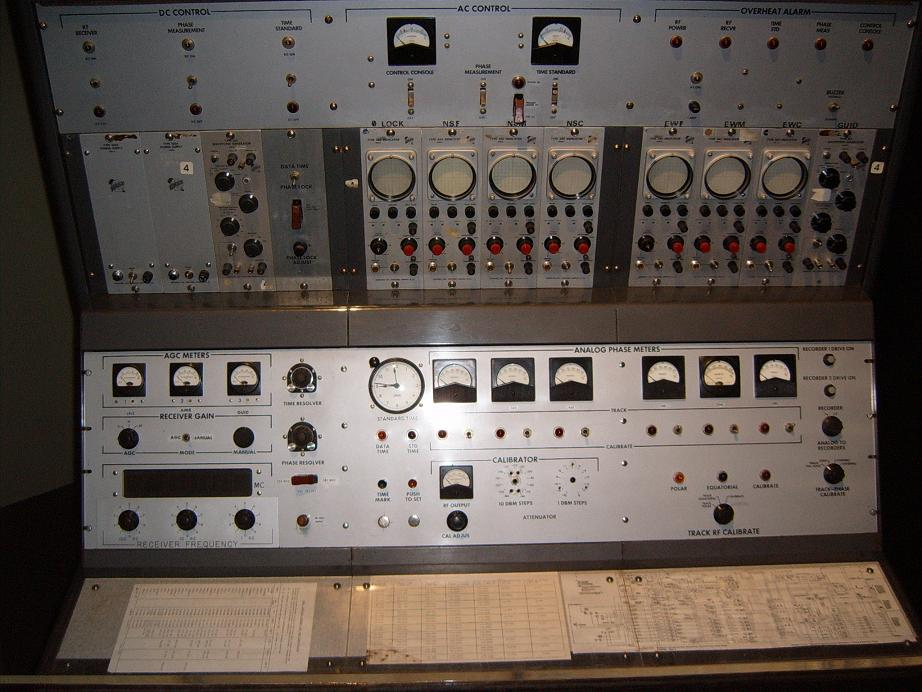
Panel de control de la estación STADAN de Orroral Valley, en el Museo Nacional de Australia, en Canberra

La Spacecraft Tracking and Data Acquisition Network (STADAN o STDN, traducible al español como Red de rastreo y adquisición de datos de naves espaciales) fue un sistema de comunicaciones establecido por la NASA a principios de la década de 1960 para satisfacer el requisito de comunicaciones espacio-tierra de larga duración y alta disponibilidad. El sistema fue el "sucesor" del programa Minitrack, que rastreaba los vuelos de Sputnik, Vanguard, Explorer y otros esfuerzos espaciales iniciales (1957–1962). El Centro de Control de Operaciones en el Centro de vuelo espacial Goddard en Greenbelt, Maryland, proporcionó el control operativo y la programación en tiempo real del sistema.
Conformado por antenas parabólicas y equipos de conmutación telefónica desplegados en todo el mundo, STADAN proporcionó comunicaciones espacio-tierra durante aproximadamente 15 minutos de un período de órbita de 90 minutos. Este período de contacto limitado fue suficiente para las naves no tripuladas, pero las naves tripuladas requieren un tiempo de recopilación de datos mucho mayor. En mayo de 1971, STADAN se consolidó con la Red de Vuelo Espacial Tripulado (MSFN) para formar la Red de seguimiento de datos y vuelos espaciales (STDN).
La mayoría de las estaciones de STADAN se eliminaron gradualmente a principios de la década de 1980, ya que el Sistema de Rastreo y Satélite de Transmisión de Datos (TDRS) se hizo cargo de la mayor parte del trabajo de rastreo de satélites en órbita terrestre cercana.

## Estaciones
| - Greenbelt, Maryland, Estados Unidos (ETC) - Centro de control de operaciones de red - Orroral Valley, Canberra, Australia (ORR) - Carnarvon, Australia (CRO) - Cooby Creek, Toowoomba, Australia - Johannesburgo, Sudáfrica (BUR) - Tananarive, Madagascar (TAN) - East Grand Forks, Minnesota, Estados Unidos - Shoe Cove, Terranova, Canadá (NFL) - Fort Myers, Florida, Estados Unidos - Quito, Ecuador (QUI) - Lima, Perú - Santiago, Chile (AGO) | - Antofagasta, Chile - Fairbanks, Alaska, Estados Unidos (ULA) - Winkfield, Inglaterra, Reino Unido (WNK) - Rosman, Carolina del Norte, Estados Unidos (ROS) - Goldstone, California, Estados Unidos (GDS) - Barstow, California, Estados Unidos - Brown Field cerca de Chula Vista, California, Estados Unidos - Pakistán - Creta, Grecia - Isla Ascensión, Océano Atlántico Sur - Isla de Cooper, Bermudas (BDA) |